# Kentrika Tzoumerka
Kentrika Tzoumerka (tiếng Hy Lạp: ?) là một khu tự quản ở vùng Íperos, Hy Lạp. Khu tự quản Kentrika Tzoumerka có diện tích 509 km², dân số theo điều tra ngày 18 tháng 3 năm 2001 là 7862 người.